# ステッラ・チレント
ステッラ・チレント（伊: Stella Cilento）は、イタリア共和国カンパニア州サレルノ県にある、人口約700人の基礎自治体（コムーネ）。

## 地理

### 位置・広がり

#### 隣接コムーネ
隣接するコムーネは以下の通り。
- カザール・ヴェリーノ
- オミニャーノ
- ポッリカ
- セッサ・チレント

## 行政

### 分離集落
ステッラ・チレントには、以下の分離集落（フラツィオーネ）がある。
- Amalafede, Droro, Guarrazzano, San Giovanni di Stella Cilento